# Język bassa

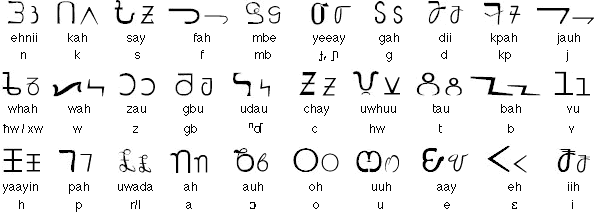
Vah

Język bassa – język z rodziny nigero-kongijskiej, zaliczany do języków kru, używany przez ludy Bassa. 

## Zapis bassa
Do jego zapisu używa się spopularyzowanego przez Dr. Thomasa Flo Lewis w latach 1900–1930 alfabetu Vah. Składa się on z 30 spółgłosek, 7 samogłosek oraz 5 tonów oznaczanych kropkami i kreskami wewnątrz samogłosek.
Ostatnimi czasy IPA w dużej mierze zastąpiła go w publikacjach. Niemniej jednak pismo Vah jest nadal szanowane i nadal używane przez niektórych starszych mężczyzn, głównie dla zachowania tradycji.